# Krzysztof, Jan i Antoni z Tlaxcala
Krzysztof, Jan i Antoni znani też jako Męczennicy z Tlaxcala – święci i męczennicy Kościoła katolickiego.
Postacie Męczenników z Tlaxcala to grupa dzieci, które na początku  XVI wieku uczęszczały do franciszkańskiej szkółki misyjnej w Tlaxcala. Wszyscy trzej chłopcy zaangażowali się w niszczenie przedmiotów niechrześcijańskiego kultu.
Krzysztof (ur. ok. 1515 w Atlihuetzia, zm. 1527  tamże) – po otrzymaniu w wieku dziesięciu lat chrztu został publicznie zakatowany przez ojca. Bezpośrednią przyczyną stało się niszczenie przedmiotów związanych z pierwotnym kultem jakie znajdowały się w domu chłopca. Wśród świadków męczeństwa były dzieci ze szkółki franciszkańskiej, do której ofiara uczęszczała, zaproszone przez ojca Krzysztofa. Dziecko skonało następnego dnia, udzieliwszy oprawcy wybaczenia.
Antoni (ur. ok. 1515 w Tizatlán, zm. 1529) – był wysoko urodzonym uczniem szkółki misyjnej w Tlaxcala.
Jan (ur. ok. 1515 w Tizatlán, zm. 1529) – służący Antoniego, z którym uczęszczał do szkółki franciszkańskiej.
Antoni z Janem przyłączyli się do  Bernardyna z Minaya, dominikanina organizującego wyprawy misyjne. Zginęli zwalczając przejawy bałwochwalstwa w czasie tej ekspedycji.
Aprobata kultu męczenników jakim otoczeni byli w Meksyku przez stulecia nastąpiła w 1990 roku, a beatyfikacji dokonał papież Jan Paweł II w czasie swej 47 podróży apostolskiej podczas Mszy świętej odprawionej w bazylice sanktuarium w Guadalupe w Meksyku 6 maja tegoż roku.
23 marca 2017 papież Franciszek podpisał dekret uznający cud za wstawiennictwem bł. Krzysztofa, Jana i Antoniego, zaś 20 kwietnia 2017 podczas konsystorza wyznaczył datę ich kanonizacji na 15 października 2017 r. W spisanie ich w poczet świętych wraz z 32 nowymi świętymi nastąpiło 15 października 2017 na placu świętego Piotra przez papieża Franciszka.
W 2016 r. ogłoszono ich patronami dzieci meksykańskich.